# Gonzalo Tancredi
Gonzalo Tancredi (né le 3 août 1963 à Montevideo) est un astronome uruguayen.

## Biographie
Il est licencié en astronomie de la Faculté des Sciences de l’Université de la République (1989) et docteur en sciences des matériaux de l’Université d'Uppsala, en Suède (1993).
Tancredi est professeur agrégé du Département d’astronomie de la Faculté des sciences depuis 1993 ; il fut assistant scientifique du planétarium de Montevideo entre 1996 et 2000, et depuis 2004, il est directeur de l’observatoire astronomique Los Molinos. Il fut président (2002-2004) et secrétaire (2005-2007) de la Société uruguayenne d’astronomie.
Il a pris part à certains projets scientifiques du Conseil national de l’innovation, des sciences et technologies, du ministère de l’Éducation et de la Culture, et de la Commission régionale de la recherche scientifique, de l’université de la République.
Tancredi fut le découvreur des astéroïdes (68853) Vaimaca et (73342) Guyunusa, les premiers qui furent découverts depuis l’Uruguay, ce qui lui donna le privilège de les nommer. En hommage à son lieu de naissance, il nomma l’astéroïde (6252) Montevideo. En récompense à ses travaux, l’astéroïde (5088) Tancredi lui fut dédié.

## Œuvres
Il est l’auteur ou le co-auteur des publications suivantes :
- G. Zidán et G. Tancredi, Misión a Marte (1997) ;
- E. Gaiero et G. Tancredi, Cuatro pasos con El Principito (1998) ;
- M. Cultelli, A. Sánchez et G. Tancredi, Historias del universo (1999) ;
- M. Cultelli, A. Sánchez et G. Tancredi, Guardianes del espacio (2001).

À cela s’ajoutent de nombreuses interventions dans des revues spécialisées, et une collaboration dans la rédaction de quelques chapitres dans les œuvres suivantes :
- J. A. Fernández et E. Mizraji (éd.), « Formación, evolución y detección de sistemas planetarios », dans Vida y cosmos: nuevas reflexiones, Montevideo (1995) ;
- R. Markarián et G. Tancredi (éd.), « Caos en el sistema solar », dans Caos en el Uruguay: ¿qué hacen los investigadores uruguayos que trabajan en sistemas caóticos? (1997) ;
- G. Tancredi, A. Sosa, E. Acosta, A. Ceretta, E. Joliet, M. Ruétalo et F. Bonsignore, « The uruguayan automated and robotic telescope » (2004) ;
- Barucchi et al. (éd.), « Transneptunian orbit computation », dans The solar system beyond Neptune, University of Arizona Press (2008).

## Distinctions
Ses travaux lui ont valu le prix « Roberto Caldeyro-Barcia ».